# ماستکتومی
ماستکتومی یا پستان‌برداری (به انگلیسی: Mastectomy) اصطلاح پزشکی شامل عمل جراحی جهت برداشتن یک یا هر دو پستان به‌طور کامل بوده و معمولاً جهت درمان سرطان پستان انجام می‌گیرد.
- میزان برداشت بافت پستانی در عمل ماستکتومی، بستگی به گسترش تومور و درگیری بافت‌های پیرامون دارد.
- گاهی افزوده بر برداشت توده سرطانی و بافت پستانی، گره‌های لنفاوی زیر بغل و عضلات سینه‌ای نیز برداشته می‌شود.[۲]

## ماستکتومی پیشگیرانه
ماستکتومی پیشگیرانه، یک روش پیش‌گیری اولیه دیگر است. این روش تا ۹۰ درصد، خطر ابتلا به سرطان را کاهش داده و گاهی ماستکتومی «کاهش خطر» نامیده می‌شود.
- بیمارانی که در مورد ماستکتومی پیشگیرانه فکر می‌کنند با یک تصمیم عاطفی و بسیار متناقض رو به رو می‌باشند.

## ماستکتومی و دیسکسیون آگزیلاری
در یک ماستکتومی با حفظ تمامی بافت پستان، مجموعه نیپل و اسکار جراحی‌های قبلی خارج می‌شوند.
میزان عود در این شرایط کم تر از ۶ تا ۸ درصد است.
در شرایط مختلف زیستی، اقتصادی و روانی – اجتماعی بعضی خانم‌ها ماستکتومی را به جراحی حفظ پستان ترجیح می‌دهند.
خانم‌هایی که سرطان اولیه مولتی سنتریک دارند نیز تحت ماستکتومی قرار می‌گیرند.

## نگارخانه

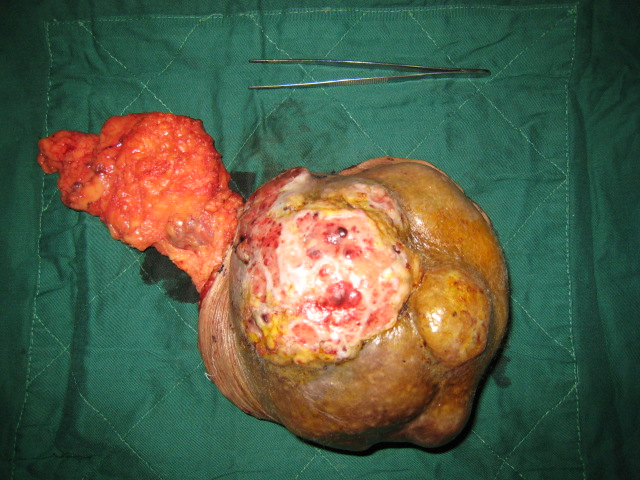
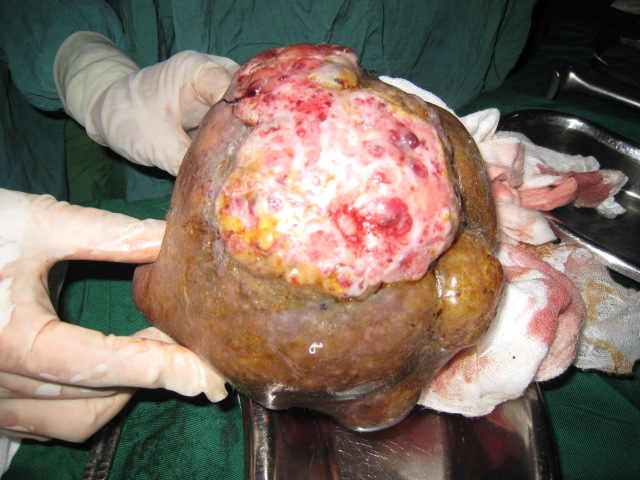
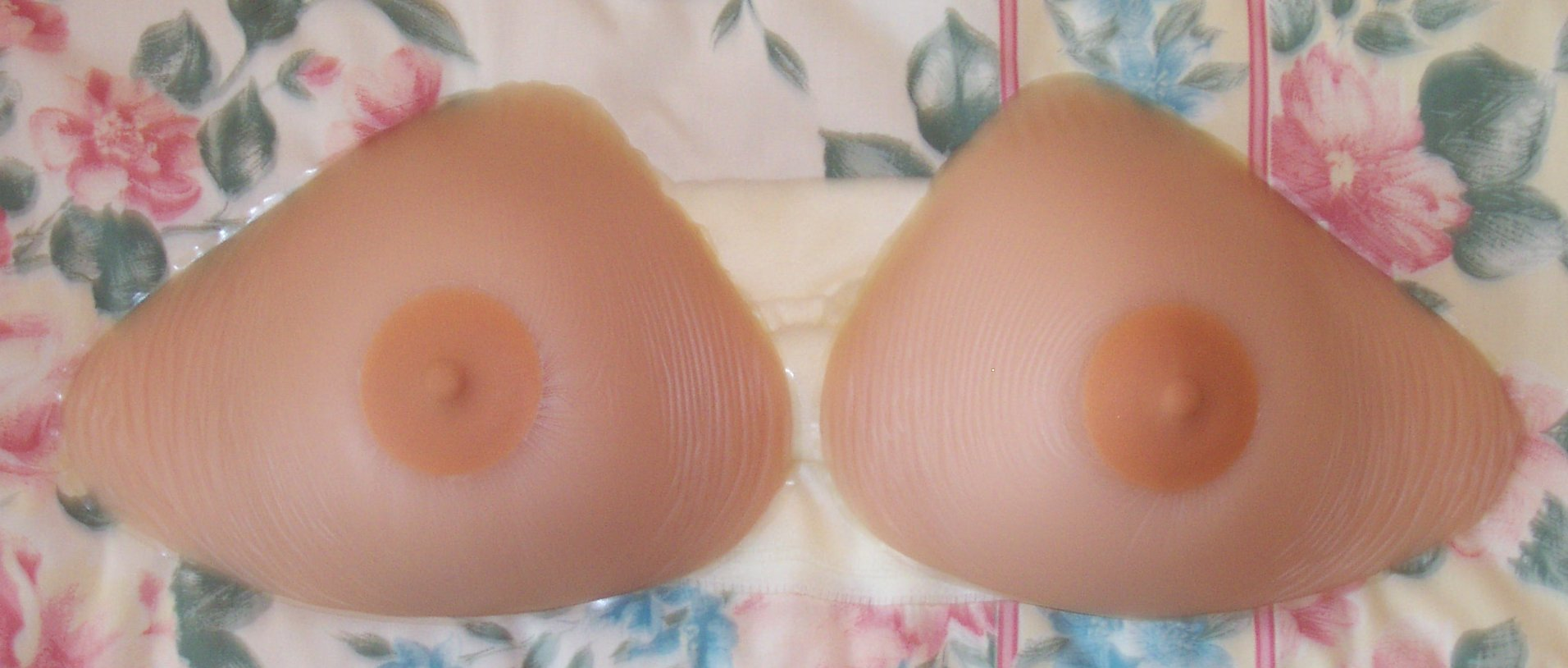
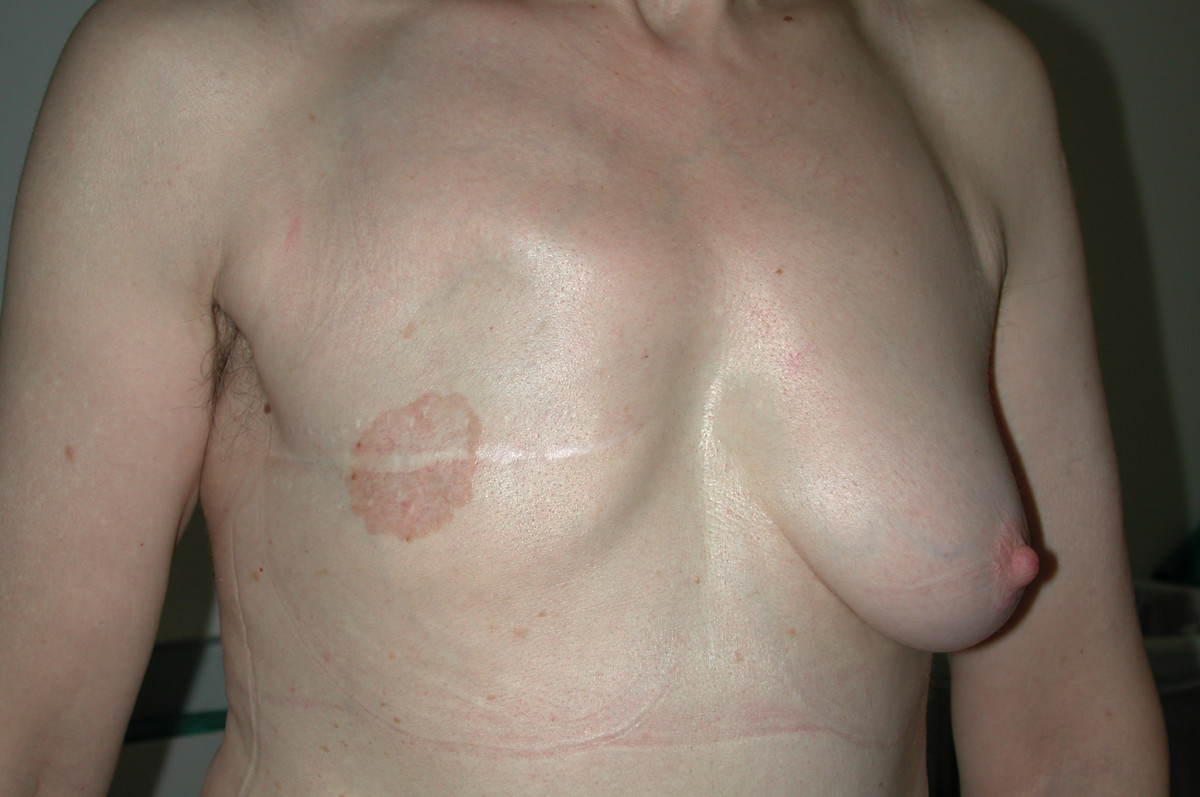
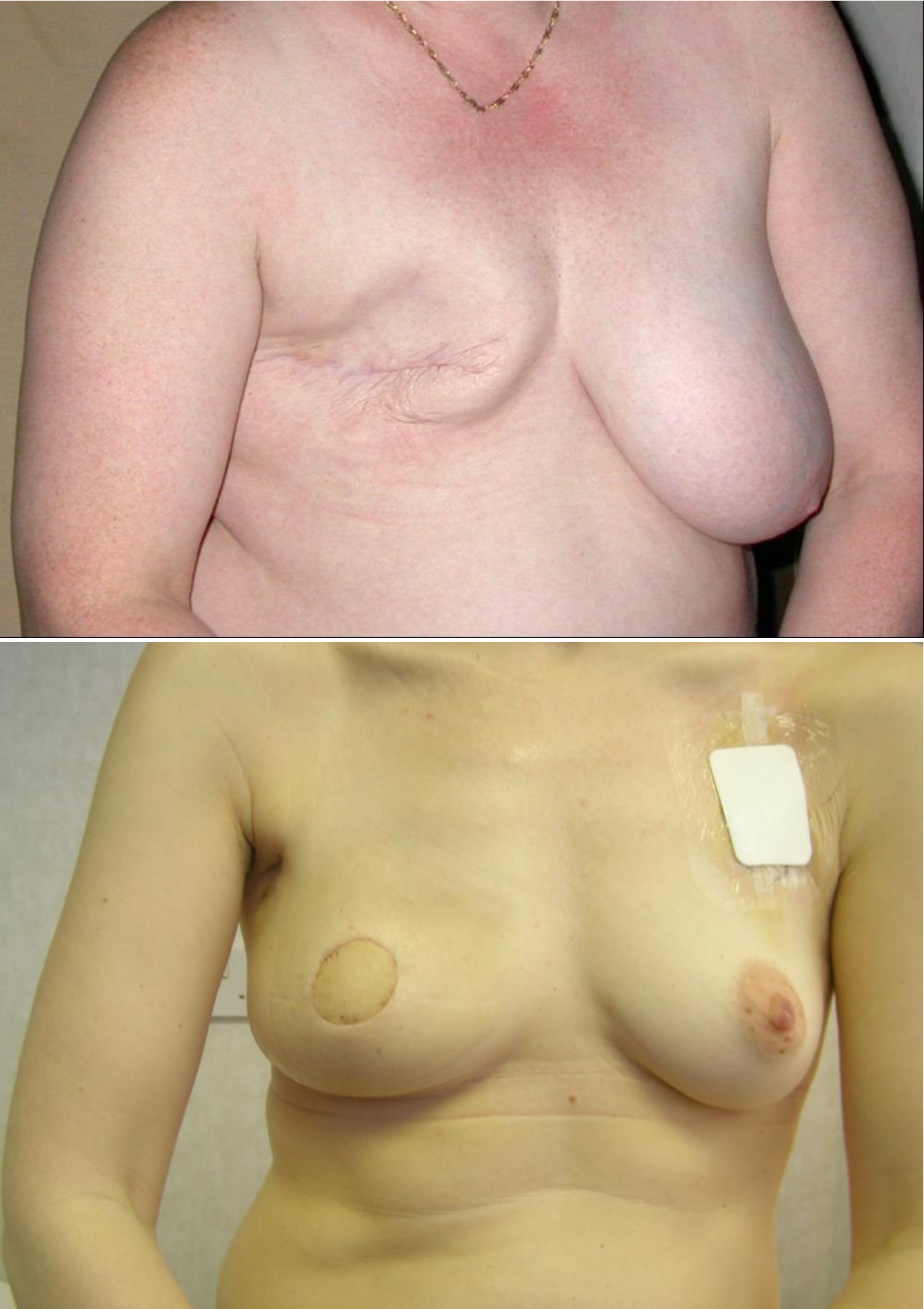

## انواع
- لامپکتومی
- ماستکتومی پارشیال